# 皎漂镇区
皎漂镇区為緬甸若開邦皎漂縣的鎮區。2014年人口165,352人。皎漂為該鎮區首府。